# IC 2919/2
IC 2919/2 је галаксија у сазвијежђу Лав која се налази на листи објеката дубоког неба у Индекс каталогу.
Деклинација објекта је + 14° 11' 32" а ректасцензија 11h 32m 35,4s. Привидна величина (магнитуда) објекта IC 2919 износи 16,0 а фотографска магнитуда 17,0.